# Triadelphia (Virginia Occidental)
Triadelphia es un pueblo ubicado en el condado de Ohio en el estado estadounidense de Virginia Occidental. En el Censo de 2010 tenía una población de 811 habitantes y una densidad poblacional de 463,89 personas por km².

## Geografía
Triadelphia se encuentra ubicado en las coordenadas 40°2′32″N 80°36′51″O / 40.04222, -80.61417. Según la Oficina del Censo de los Estados Unidos, Triadelphia tiene una superficie total de 1.75 km², de la cual 1.74 km² corresponden a tierra firme y (0.3%) 0.01 km² es agua.

## Demografía
Según el censo de 2010, había 811 personas residiendo en Triadelphia. La densidad de población era de 463,89 hab./km². De los 811 habitantes, Triadelphia estaba compuesto por el 95.07% blancos, el 3.08% eran afroamericanos, el 0% eran amerindios, el 0.12% eran asiáticos, el 0% eran isleños del Pacífico, el 0.12% eran de otras razas y el 1.6% pertenecían a dos o más razas. Del total de la población el 0.99% eran hispanos o latinos de cualquier raza.